# أموك (فلم)
أموك هو فيلم دراما مغربي صدر سنة 1982، من إخراج سهيل بنبركة، وبطولة ميريام ماكيبا، وريتشارد هاريسون. أحداث الفيلم مستوحاة بشكل كبير من رواية إبك (البلد الحبيب) للكاتب  آلان باتون. تروي القصة الرحلة التحولية لمعلم مسن من قرية متخلفة في ناتال إلى جوهانسبرغ الحديثة التي تمزقها الصراعات. فاز الفيلم بالجائزة الذهبية في مهرجان موسكو السينمائي الدولي الثالث عشر.
يُعدُّ الفيلم أول عمل درامي ضد العنصرية من إنتاج مغربي سنيغالي غيني، أخرجه سهيل بن بركة بعدما استفزته سلوكات سلطات الميز العنصري بجنوب إفريقيا أثناء رحلته إلى مدغشقر رفقة صديقيه المخرج الإيطالي الشهير باوزليني والإفريقي عثمان سمبين.

## القصة
يحكي الفيلم قصة "ماثيو سامبالا"، مُدرِّس في قرية بجنوب أفريقيا، تصله رسالة من صديق قديم تخبره أن أخته مريضة. يسافر إلى جوهانسبرغ، ويقابل صديقه القديم سيكو الذي سيرافقه عبر المدينة المجهولة، ويقابل أخته جوزفين التي تربت مثله على التقاليد الدينية، ولكنها صارت عاهرة، كما يقابل أخاه الذي يهتم بالعمل النقابي. 

## روابط خارجية
- مقالات تستعمل روابط فنية بلا صلة مع ويكي بيانات